# Viadukt v Chrástu

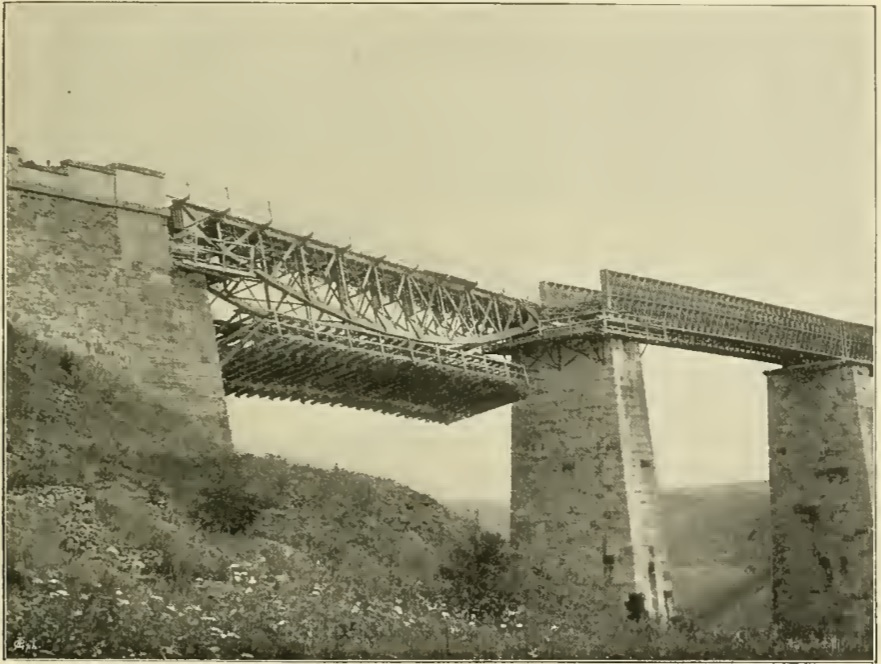
Most Schifkornovy konstrukce nahrazován novou konstrukcí (Viadukt u Chrástu během výměny v 1892) (fotografie F. Dworak, Plzeň)

Viadukt v Chrástu je postaven na železniční trati Ejpovice–Radnice (trať číslo 176). Ve vzdálenosti 700 m od zastávky Chrást u Plzně překonává údolí Klabavy. Byl rekonstruován v letech 2002 až 2003 a v roce 2003 znovu uveden do provozu.

## Technické údaje
Most tvoří dva krajní pilíře a dva střední pilíře, mezi nimi jsou tři pole příhradové konstrukce. 
Výška mostu je 25,7 m, celková délka mostu je 105 m.
Most byl uveden do provozu v roce 1862 a železničnímu provozu slouží dodnes.
Patří k několika stavbám na českém území, o kterých se traduje, že je postavil známý projektant Gustave Eiffel, ale není to tak.

## Historie mostu
Za účelem spojení radnického uhelného revíru na hlavní trať Praha–Plzeň bylo vydáno 18. května 1862 povolení ke stavbě mostu od Ministerstva průmyslu a obchodu. Nejdřív bylo údolí řeky Klabavy přemostěno šestipatrovou dřevěnou konstrukcí, která měřila 190 metrů a sloužila jako lešení pro finální stavbu mostu, ale také jako provizorní most pro obsluhu trati, díky tomu byla trať uvedena do provozu už 1. dubna 1863. Oba mosty měly shodně 3 pole s délkou každého pole 37 metrů. Původní železný most tvořený Schifkornovými nosníky, nesený pilíři a z boků kamennými terasami, byl uveden do provozu v říjnu 1863. Tato konstrukce byla vyrobena v železárnách bratří Kleinů v Sobotíně. V okamžiku dokončení byl druhým nejvyšším mostem v Rakousku-Uhersku. Původně mělo jít také o dvoukolejný most, ale z kapacitních důvodů toto rozšíření nebylo provedeno.
V roce 1892 byla Schifornova soustava nahrazena ocelovou nýtovanou konstrukcí. Byla vyrobena v pražské mostárně při Českomoravských strojírnách. Byla smontována na poli u města a natažena lokomotivou na stávající most, který měl být poté odstraněn a nahrazen novou konstrukcí. Výměna byla zahájena 2. srpna. Ve středu 3. srpna kolem 19:00 spadla konstrukce během nahrazování na pilíř asi z výšky 0,8 metru, při tom zahynuli tři pracovníci a devět dalších bylo zraněno. 25. srpna byl provoz obnoven. Druhé pole bylo vyměněno od 2. do 5. září, třetí oblouk byl vyměněn 5. až 8. října. 
V letech 2002 až 2003 byla konstrukce zpevněna a natřena.